# فرودگاه پلسرویل
 فرودگاه پلسرویل (به انگلیسی: Placerville Airport) یک فرودگاه همگانی با کد یاتا PVF است که یک باند فرود آسفالت دارد و طول باند آن ۱۲۸۰ متر است. این فرودگاه در کشور ایالات متحده آمریکا قرار دارد و در ارتفاع ۷۸۸ متری از سطح دریا واقع شده است.